# بقيرة (مصر)
بقيرة إحدى قرى مركز بنها التابع لمحافظة القليوبية بجمهورية مصر العربية.

## التاريخ
ذكرها علي مبارك في كتابه الخطط التوفيقية، حيث ذكر أنها قرية صغيرة من قرى مديرية الغربية بقسم مليج.

## السكان
بلغ عدد سكان بقيرة 4,506 نسمة، حسب الإحصاء الرسمي لعام 2006.